# Metro de Suzhou
El Metro de Suzhou (苏州轨道交通 o 苏州地铁) es el sistema de transporte masivo para la ciudad-prefectura de Suzhou en la Provincia de Jiangsu, República Popular China.  La primera línea del metro entró en funcionamiento en abril de 2012 y la segunda entra a servicio en diciembre de 2013, y a 31 de marzo de 2024 se ha completado el proyecto, con un total de 6 líneas con 252 kilómetros de largo y 181 estaciones.

## Líneas
| Líneas | Terminales (Distrito)    | Terminales (Distrito) | Inaugurada | Extensión Más Nuevo | Longitud (km) | Estaciones |
| ------ | ------------------------ | --------------------- | ---------- | ------------------- | ------------- | ---------- |
|        | Mudu (Wuzhong)           | Zhongnan Jie (Gusu)   | 2012       | —                   | 25.7          | 24         |
|        | Qihe (Xiangcheng)        | Sangtian Dao (Gusu)   | 2013       | 2016                | 40.4          | 35         |
|        | Longdaobang (Xiangcheng) | Tongli (Wujiang)      | 2017       | —                   | 42.0          | 31         |
| Ramal  | Hongzhuang (Wuzhong)     | Muli (Wuzhong)        | 2017       | —                   | 10.8          | 7          |
| Total  | Total                    | Total                 | Total      | Total               | 118.9         | 97         |

La construcción de la Línea 1 comenzó el 26 de diciembre de 2007, entró a pruebas el 26 de diciembre de 2011 y el 28 de abril de 2012 inició operaciones y la segunda línea el 28 de diciembre de 2013. Se trata de primera línea que va generalmente de este a oeste, desde Mudu en el oeste de Suzhou a Zhongnan Jie. El sistema tiene 252, km de longitud con 181estaciones.

## En construcción
| Líneas | Estaciones | Terminales                                   | Terminales     | Inauguración | Inicio de obra | Longitud (km) | Estado   |
| ------ | ---------- | -------------------------------------------- | -------------- | ------------ | -------------- | ------------- | -------- |
|        | 31         | Estación Ferrocarril de Zona Nueva de Suzhou | Yiting Lu      | 2019         | 2014           | 45            | proyecto |
|        | 34         | Estación de Autobuses                        | Lago Yangcheng | 2021         | 2016           | 44            | proyecto |